# Oberlausitzer Verlag
Der Oberlausitzer Verlag befasst sich hauptsächlich mit Kultur und Regionalgeschichte der Oberlausitz, der regionalen Geographie und Geologie sowie der Herausgabe von Büchern in der Oberlausitzer Mundart und des Brauchtums. Auch Kochbücher, Sachbücher und vor allem die Sagen der Region stehen auf dem Programm. Darüber hinaus werden belletristische Werke, so von der populären regionalen Schriftstellerin Annelies Schulz (* 1934 in Oppach), wohnhaft in Taubenheim/Spree, Biographien, Kinder- und Musikbücher verlegt.
Der Verlag wurde 1989 von Frank Nürnberger in Waltersdorf gegründet und ist seit 2018 in Dittelsdorf, einem Ortsteil von Zittau, ansässig. Im Februar 2014 übernahm Andreas Gerth als Inhaber den Verlag.

## Publikationen
- Oberlausitzer Heimatblätter (2004–2012)
- Oberlausitzer Familien-Kalenderbuch (OFKB), heimatkundliches Jahrbuch, erscheint seit 1993 (1992) = Jg. 1; 2020 (2019) = Jg. 28, Hrsg.: Oberlausitzer Verlag
- Bild- und Textbände zur Region, ihren Städten und Gemeinden, so Oberlausitz, Löbau, Zittau, Neusalza-Spremberg, Jonsdorf, Pulsnitz, Bernsdorf, Oybin
- Regionalgeschichte, unter anderem Ortschroniken von Neukirch/Lausitz, Königshain, Putzkau, Ostritz
- Regionale Geographie, Geologie und Landschaft, darunter die Abraumförderbrücken in der Lausitz
- Sagenbücher der Oberlausitz, so zum Valtenberg, der Massenei, des Zittauer Gebirges, der Städte Görlitz, Bautzen und Zittau sowie Aberglaube und mystische Stätten
- Räuber Karaseck
- Oberlausitzer Wörterbuch
- Oberlausitzer Kirchenbauten und -inventar, insbesondere Orgelwerke und sakrale Kunst
- Werke zur Architektur, so der regionalen Adelssitze und Mühlen
- Oberlausitzer Sechsstädtebund, Adelsgeschichte, Kleindenkmale in den Wäldern der Region sowie zur Geschichte der Plagen der Oberlausitz
- Geschichte der Oberlausitzer Textilindustrie
- Berühmte Persönlichkeiten der Oberlausitz, zweibändiges Personenlexikon
- Regionale Kartenwerke und Tafeln, so Stadtpläne und -führer, historische Karten, Wandkalender
- Wander- und Reiseliteratur zur Oberlausitz und angrenzender Gebiete, so u. a. Böhmisches Niederland